# El reino
Pour plus de détails, voir Fiche technique et Distribution.
El reino est un film espagnol réalisé par Rodrigo Sorogoyen, sorti en 2018.
Manuel López Vidal est un homme politique influent à l'avenir prometteur. Mais son implication dans une affaire de corruption vient remettre en cause sa réputation. Prêt à tout pour conserver sa place montante au sein de son parti, il va très vite plonger dans une spirale infernale.

## Synopsis
Manuel López Vidal (Antonio de la Torre) est un homme politique influent, membre du parti au pouvoir en Espagne. Promis à un brillant avenir en tant que successeur de José Luis Frías (Josep Maria Pou) à la tête d'un conseil régional, il est toutefois impliqué, avec plusieurs complices, dans des détournements de subventions européennes grâce auxquels Manuel, ses collègues et leurs familles se sont considérablement enrichis. Malgré les avertissements de Frías, Manuel et ses complices tournent ainsi en dérision la volonté de Rodrigo Alvarado Urrea (Francisco Reyes), récemment nommé sous-secrétaire général du parti, de se lancer dans une croisade contre la corruption dans les rangs du parti.
L'un des associés de Manuel, Francisco "Paco" Castillo (Nacho Fresneda) est brièvement arrêté à la suite d'investigations menées sur un de ses comptes bancaires en Suisse. Manuel s'assure que les preuves incriminant le parti quant aux malversations sont détruites, notamment vis-à-vis d'un dossier en particulier, Persika. Inquiet quant aux possibles conséquences, Manuel ordonne à un autre associé, Rafael Gallardo (David Lorente), de ne parler à personne de l'affaire, et se fait fort de rassurer Pajera (Oscar de la Fuente), très perturbé par ces révélations. Il informe également Luis Cabrera (Luis Zahera), de retour d'un voyage d'affaires de Chine. L'affaire finit par se tasser rapidement, et Castillo est relâché. La bande d'associés se retrouve ainsi pour inaugurer le nouveau yacht de Cabrera, l'Amadeus. Toutefois, Manuel est averti par Jacobo (Chema Tena), un journaliste de sa connaissance, que de nouvelles révélations vont paraître, et qu'elles l'impliquent directement. Manuel tente, sans succès, d'empêcher, ou tout du moins de retarder, la publication des révélations. Il soupçonne initialement Gallardo d'avoir trop parlé, mais ce dernier nie en bloc. Il interroge ensuite Pajera, qui admet être à l'origine des révélations, ayant coopéré depuis plusieurs mois avec la Guardia Civil, à qui il a fourni des enregistrements compromettants.
Manuel et Castillo sont convoqués à une audience du parti, menée par Asunción Ceballos (Ana Wagener), la chef du parti, et Alvarado. Au cours de cette séance tendue, Castillo, le poulain de Ceballos, semble chercher à se dédouaner aux dépens de Manuel, qui est renvoyé du parti. Ceballos propose à Manuel d'occuper un poste à Washington, mais Manuel, se sentant humilié qu'on l'éloigne ainsi, refuse. Il cherche l'appui de Frías, mais ce dernier le désavoue. Manuel décide alors de se constituer une police d'assurance en faisant des copies de documents relatifs à l'affaire Persika et se prépare à se défendre avec l'aide de sa femme, Inès (Mónica López), et de son avocat, Fernando (Paco Revilla). Il est toutefois arrêté et une perquisition est menée à son domicile ; les copies des documents qu'il a faites sont alors saisies. Ayant obtenu une liberté conditionnelle, il se rend à Madrid pour se confronter à Ceballos et la menace : s'il tombe, il entraînera le parti dans sa chute en révélant tout ce qu'il sait des malversations, en particulier concernant l'affaire Persika. Ceballos refusant de céder, Manuel se tourne vers Alvarado et lui propose de l'aider dans son ascension et de lui fournir des éléments incriminants contre Castillo en échange de son aide pour influencer le procès de Manuel. Il rencontre ensuite Amaia Marín (Bárbara Lennie), une journaliste renommée, et promet de lui fournir prochainement un scoop qui lui permettra de véritablement atteindre le sommet de sa profession.
Lors d'une première confrontation juridique avec l'accusation, Manuel découvre que Gallardo l'a également trahi, fournissant des preuves de l'implication de Manuel dans le cadre d'un accord avec la justice. Averti par Inès que les choses ne feront qu'empirer avant le procès prévu dans trois semaines, Manuel retourne voir Frías qui, tout en l'accusant d'avoir été l'artisan de sa propre chute par orgueil, l'avertit que Manuel est en danger de mort par sa persévérance à vouloir impliquer d'autres membres du parti. Manuel, à qui Alvarado a donné une semaine pour tenir sa part du marché, décide donc de mettre Inès et leur fille Nati (María de Nati) à l'abri en les envoyant à Toronto. Il se rend ensuite auprès de Cabrera et, prétendant que ce dernier est également visé par les investigations, l'enregistre sur un dictaphone tandis que Cabrera, outré et paniqué, évoque de nombreux détails des malversations.
Cependant, les efforts de Manuel s'avèrent à nouveau vains car Castillo, qui est revenu en grâce auprès des instances du parti et qui a été averti de la présence de Manuel, découvre le dictaphone caché dans sa poche. Manuel prend la fuite et décide de tenter le tout pour le tout : retrouver des documents cachés par Bermejo (Andrés Lima), un trésorier du parti, dans une résidence secondaire en Andorre. Il s'y rend, accompagné de Fernando, où il trouve la fille de Bermejo, Lucía (Laia Manzanares), qui a secrètement organisé une soirée. Prétendant être envoyé par Bermejo, Manuel fouille brutalement la maison, allant jusqu'à forcer une porte, et se dispute violemment avec les invités. Ces derniers tentent de l'empêcher de prendre les documents, mais Manuel les menace d'appeler la police et de les dénoncer pour détournement de mineur. Il parvient ainsi à quitter la résidence avec les documents en compagnie de Fernando.
Passant en revue les preuves, Manuel et Fernando réalisent que les malversations dépassent de loin le cadre du seul parti. En dépit des réticences de Fernando, Manuel veut se rendre à Madrid et tout divulguer à la presse, peu ébranlé par le scandale national retentissant que cela causera. Toutefois, lors d'une halte sur une aire d'autoroute, Fernando disparaît mystérieusement. Manuel repère deux hommes à l'aspect menaçant et comprend que sa vie est en danger : il parvient à s'enfuir par les toilettes et se précipite à la voiture. Sur la route, il remarque un véhicule qui le suit de très près, phares éteints. Un autre véhicule arrivant en face éteint également ses phares. Comprenant qu'on cherche à maquiller son meurtre en accident de la route, Manuel éteint à son tour ses phares et, s'il ne peut éviter la collision, il endommage gravement le véhicule de face. Sa propre voiture est renversée, mais Manuel survit, et lorsque l'un des poursuivants s'approche de lui, Manuel le tue en lui plantant un stylo dans la gorge.
Manuel prend à nouveau la fuite dans la voiture de son assaillant. Il parvient à Madrid, et décide de confier les révélations à la journaliste Marín. Toutefois, lors de l'émission, les échanges entre Manuel et elle se font très tendus : Marín attaque directement Manuel, lui demandant d'expliquer à quel point il s'est personnellement enrichi, plutôt que de révéler directement le contenu des carnets dérobés par Manuel. Ce dernier s'énerve, finissant même par accuser Marín d'être au service du même système corrompu qu'il souhaite dénoncer tout en soulignant les menaces sur sa vie. Marín s'emporte à son tour, et déclare que la corruption ne pourra être éliminée si une profonde analyse du comportement des corrompus n'est pas menée. Elle attaque à nouveau Manuel, lui demandant vertement si, au cours des quinze dernières années passées à s'enrichir, il a considéré la moralité et les conséquences de ses actes, et s'il a jamais éprouvé des regrets, rappelant qu'il est un délinquant avant d'être une victime. Les deux interlocuteurs se fixent pendant quelques secondes, et le film se termine avant que Manuel ne réponde.

## Fiche technique

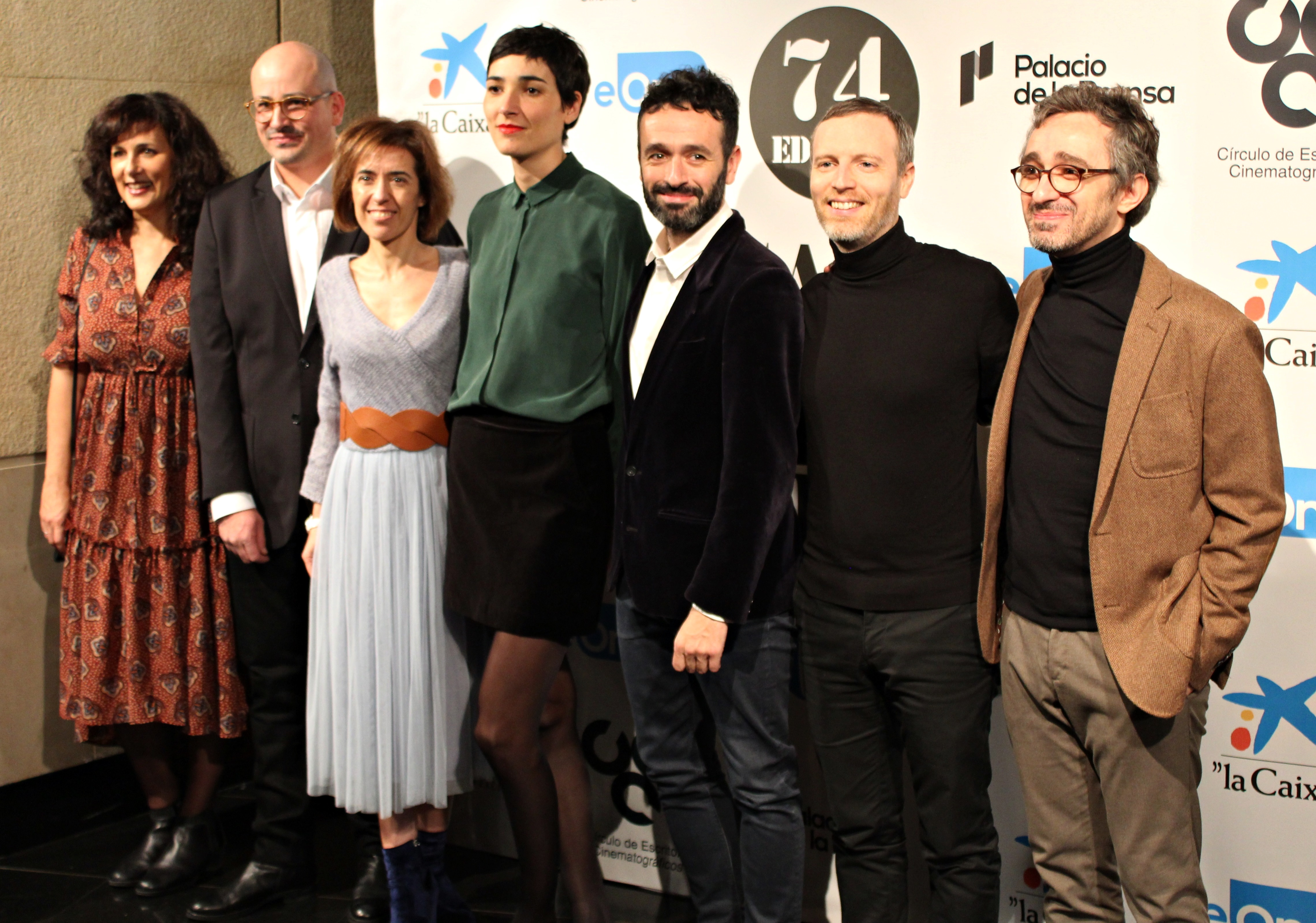
De gauche à droite : la productrice Mariela Besuievsky, le directeur de la photographie Álex de Pablo, la productrice Mercedes Gamero, la scénariste Isabel Peña, le réalisateur et scénariste Rodrigo Sorogoyen, le compositeur Olivier Arson et le monteur Alberto del Campo.

- Titre original et français : El reino
- Réalisation : Rodrigo Sorogoyen
- Assistant réalisateur : Nacho Lavilla
- Scénario : Rodrigo Sorogoyen et Isabel Peña
- Direction artistique : Miguel Ángel Rebollo
- Décors : Ana Muñiz
- Costumes : Paola Torres
- Directeur de la photographie et cadreur : Alejandro de Pablo
- Montage : Alberto del Campo
- Musique : Olivier Arson
- Son et montage son : Roberto Fernandez
- Producteurs : Gerardo Herrero, Mikel Lejarza, Marcedes Gamero
- Sociétés de production : Tornasol Films, Le Pacte
- Sociétés de distribution : Warner Bros. (Espagne), Le Pacte (France)
- Pays d'origine : Espagne, France
- Format : Couleurs - 35 mm
- Durée : 132 minutes
- Genre : thriller
- Dates de sortie :
  -  Espagne : 28 septembre 2018
  -  France : 17 avril 2019
  -  Belgique : 17 avril 2019

## Distribution
- Antonio de la Torre (VFC : Michaël Rudy Cermeno) : Manuel López Vidal
- Mónica López (VFC : Magali Mestre) : Inès López Vidal
- Josep Maria Pou (VFC : Jacques Peyrac) : José Luis Frías
- Nacho Fresneda (VFC : Éric Bonicatto) : Paco Castillo
- Ana Wagener (VFC : Sylvie Santelli) : Asunción Ceballos
- Bárbara Lennie (VFC : Sophie Ostria) : Amaia Marín
- Luis Zahera (VFC : Christian Renault) : Luis Cabrera
- Francisco Reyes : Rodrigo Alvarado Urrea
- María de Nati : Nati López-Vidal
- Paco Revilla (VFC : Philippe Mijon) : Fernando
- Sonia Almarcha (VFC : Caroline Lemaire) : Susana
- David Lorente (VFC : Jean-Paul Szybura) : Rafael Gallardo
- Andrés Lima (VFC : Olivier Peissel) : Bermejo
- Laia Manzanares : Lucía
- Malva Vela : Melva
- Jorge Suquet : Jorge
- Pepe Lorente : Pepe
- Oscar de la Fuente (VFC : Olivier Valiente) : Pajera
- Xabier Murua : Xabi
- Manuel Chacón : Manu
- Jaime Zatarain : Ramiro
- Chema Tena : Jacobo
- Pepe Ocio : Iturraide

Version Française
- Société de doublage : New Connection (Catalogne)
- Direction Artistique : Sylvie Santelli
- Adaptation : ?
- Mixage : Carles Garcia

Source et légende : Version françophone en Catalogne (VFC) sur carton du doublage français

## Production

### Attribution des rôles
Le film réunit les acteurs Antonio de la Torre, Josep Maria Pou, Ana Wagener et Bárbara Lennie.

### Tournage
Le tournage commence en juillet 2017.

## Sortie

### Accueil critique
En France, le site Allociné recense une moyenne des critiques presse de 4/5
Pour Sandrine Morel du Monde, « Film sur la misère morale des acteurs de la corruption, plongée noire et désabusée dans les égouts de la politique et critique acerbe d'une époque, El Reino est porté par l'acteur principal, le magistral Antonio de la Torre. »
Pour Marcos Uzal de Libération, « Un peu laborieux au début, le film prend peu à peu de la vitesse et devient vraiment haletant dans la dernière heure. »
Pour Thomas Baurez de Première, « Grand gagnant des derniers Goya (les César espagnols) avec sept trophées, El Reino de Rodrigo Sorogoyen brosse un portrait sans concession du monde politique espagnol, corrompu jusqu'à l’os. Nul doute qu'en découvrant les péripéties du protagoniste englué dans une affaire de détournement d'argent, certains élus ont dû se sentir mal dans leur fauteuil de cinéma. »

### Box-office
| Pays ou région | Box-office      | Date d'arrêt du box-office | Nombre de semaines |
| -------------- | --------------- | -------------------------- | ------------------ |
| Espagne        | 363 549 entrées | -                          | -                  |
| France         | 245 997 entrées | 9 juillet 2019             | 12                 |
| Total mondial  | 4 210 452 $     | -                          | -                  |

## Distinctions

### Récompenses
- Prix Feroz 2019[9],[10]
  - meilleur film dramatique
  - meilleur réalisateur
  - meilleur scénario
  - meilleur acteur pour Antonio de la Torre
  - meilleur acteur dans un second rôle pour Luis Zahera
- Goyas 2019[11],[12]
  - Prix Goya du meilleur réalisateur pour Rodrigo Sorogoyen.
  - Prix Goya du meilleur acteur pour Antonio de la Torre.
  - Prix Goya du meilleur acteur dans un second rôle pour Luis Zahera.
  - Prix Goya du meilleur scénario original pour Rodrigo Sorogoyen.
  - Prix Goya du meilleur montage pour Alberto del Campo.
  - Prix Goya de la meilleure musique originale pour Olivier Arson.
  - Prix Goya du meilleur son pour Roberto Fernández et Alfonso Raposo.
- Festival international du film policier de Beaune 2019 : prix de la critique[13].

- Prix Platino 2019 : meilleur acteur pour Antonio de la Torre et meilleur montage pour Alberto del Campo[14],[15]

### Sélections
- Festival international du film de Saint-Sébastien 2018 : sélection en compétition officielle.
- Festival international du film de Toronto 2018 : sélection en section Contemporary World Cinema.